# Combined Loyalist Military Command

Le Combined Loyalist Military Command (CLMC, français : Commandement militaire loyaliste unifié) est une organisation loyaliste nord-irlandaise fondée au début de l'année 1991 pour chapeauter différentes organisations paramilitaires. Union de l'Ulster Volunteer Force, des Ulster Freedom Fighters et des Red Hand Commandos, le CLMC annonce les cessez-le-feu du 17 avril 1991 et du 13 octobre 1994, dans le cadre du processus de paix du conflit nord-irlandais. 